# Kanjana Sungngoen
Kanjana Sungngoen (in thailandese กาญจนา สังข์เงิน; Surin, 21 settembre 1986) è una calciatrice thailandese, centrocampista del Bangkok e della nazionale thailandese.

## Carriera

### Nazionale
Inserita in rosa dalla selezionatrice Nuengruethai Sathongwien nella nazionale thailandese fin dal 2009, disputa il Campionato femminile di calcio dell'ASEAN dove la Thailandia è tra le migliori nazionali del torneo, conquistando il campionato nelle edizioni 2011, 2015, 2016 e 2018.
Gioca inoltre due edizioni della Coppa d'Asia, a Vietnam 2014, migliore marcatrice per le thailandesi con 3 reti, e Giordania 2018, ancora al vertice della classifica cannonieri della squadra con 4 centri, dove in quest'ultima si classifica al quarto posto, tornando ad uno dei primi quattro posti dopo ben tredici campionati.
Nel frattempo Nuengruethai la convoca al primo campionato mondiale ottenuto dalla nazionale del sud-est asiatico, inserita nella lista delle 23 calciatrici fornita dalla federazione thailandese per Canada 2015.
Dopo quattro anni è ancora in rosa con le squadra che partecipa al Mondiale di Francia 2019, condividendo il difficile percorso della sua nazionale che, inserita nel gruppo F, è costretta a subire la pesantissima sconfitta con gli Stati Uniti, 13-0, record per una partita della fase finale di un mondiale, perdendo anche i due successivi incontri, 5-1 con la Svezia, dove al 90+1' sigla l'unica rete thailandese nel torneo, il secondo assoluto dopo quello di Thanatta Chawong a Canada 2015, e 2-0 con il Cile, terminando all'ultimo posto della fase a gironi e venendo così eliminata dal suo secondo mondiale.

## Palmarès
- Campionato femminile di calcio dell'ASEAN: 4

2011, 2015, 2016, 2018